# 巴特納特格羅夫 (紐約州)
巴特納特格羅夫（英語：Butternut Grove）是位於美國紐約州特拉華縣的非建制地區。

## 歷史
巴特納特格羅夫的郵局於1872年設立，其後於1899年停運。

## 地理
巴特納特格羅夫所處的海拔為高於海平面355米（即1165英呎），而該地所採用的時區為UTC-5，即北美东部时区（EST）。同時該地設有夏令時間，為UTC-5調快一小時，即UTC-4（EDT）。